# David Holmes (Musiker)

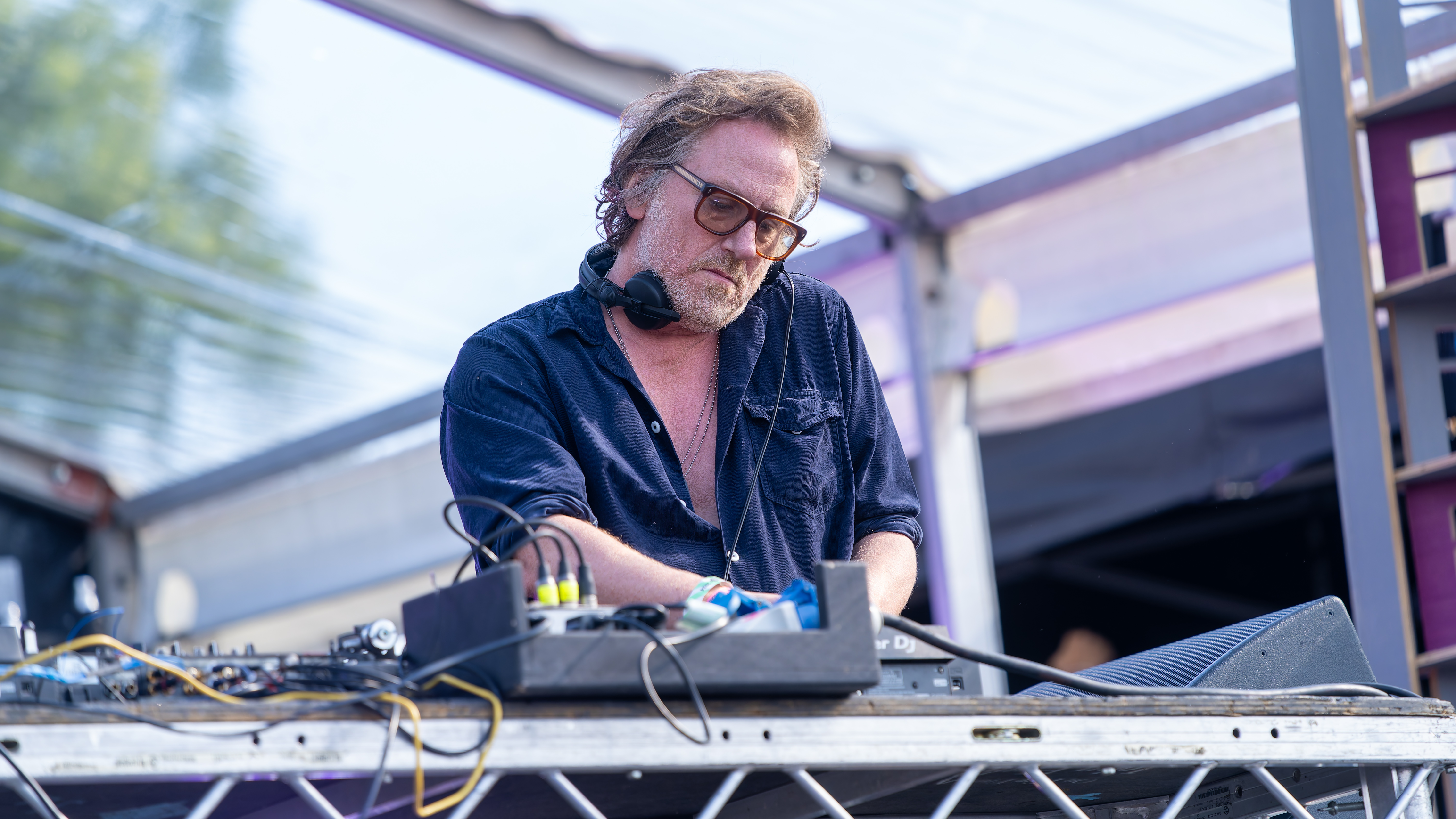
David Holmes

David Holmes (* 14. Februar 1969 in Belfast) ist ein nordirischer Musiker, DJ und Filmmusikkomponist.

## Karriere
Holmes wurde vor allem durch seine Arbeiten für Steven Soderbergh bekannt, zum Beispiel für die Filme Out of Sight, Ocean’s Eleven, Ocean’s 12 und Ocean’s 13.
Auch im Bereich der elektronischen Tanzmusik war Holmes aktiv, so brachte er zusammen mit Alter Ego die Patrick Kraut EP heraus.
1997 veröffentlichte David Holmes mit Let’s Get Killed sein erstes Soloalbum, welches eine Nacht in New York dokumentiert und zu großen Teilen auf Samples dieser Zeit aufbaut. 2000 folgte Bow Down to the Exit Sign, das als Soundtrack zu einer Geschichte eines Freundes von David Holmes konzipiert ist. Hier arbeitete er unter anderem mit Bobby Gillespie von Primal Scream und mit Jon Spencer zusammen.
Von 2013 bis 2016 war er, teilweise zusammen mit Keefus Ciancia, für den Soundtrack der Krimiserie The Fall – Tod in Belfast verantwortlich. Spector’s Theme war Teil der Soundtrack-Compilation Fade To Black: The Album, die 2014 als digitaler Download veröffentlicht wurde. Für seinen Score wurde Holmes 2014 mit einem Irish Film and Television Award für den Best Original Score (Film/TV Drama) ausgezeichnet.
2014 feierte David Holmes sein Regiedebüt mit dem Kurzfilm I Am Here. Der Film wurde am 11. Juli 2014 auf dem 26. Galway Film Fleadh präsentiert. Seit 2016 wirkt er bei dem amerikanischen Alternative-Projekt Unloved mit, das wesentlich zum Soundtrack der TV-Serie Killing Eve beigetragen hat.

## Diskografie
- 1995: This Film’s Crap Let’s Slash the Seats (feat. Steve Hillage und Jah Wobble)
- 1997: Let’s Get Killed (UK: Silber)[2]
- 1998: Essential Mix 98/01 (DJ-Mix)
- 1998: Stop Arresting Artists
- 2000: Bow Down to the Exit Sign
- 2000: Holmes on the Decks (DJ-Mix)
- 2002: Come Get It I Got It (DJ-Mix)
- 2003: David Holmes Presents The Free Association
- 2008: The Holy Pictures
- 2010: The Dogs are Parading – The Very Best Of (Doppel-CD)

## Filmografie (Auswahl)
- 1998: Resurrection Man
- 1998: Out of Sight
- 2001: Army Go Home!
- 2002: Ocean’s Eleven
- 2003: Reine Nervensache 2 (Analyze That)
- 2003: Code 46
- 2003: Stander
- 2004: Ocean’s 12
- 2007: Ocean’s 13
- 2008: Hunger
- 2009: Five Minutes of Heaven
- 2009: Kopfgeld – Perrier’s Bounty (Perrier’s Bounty)
- 2011: The Shore (Kurzfilm)
- 2012: Haywire
- 2013: Diana
- 2014: ’71
- 2015: Elser – Er hätte die Welt verändert
- 2017: Logan Lucky
- 2019: Die Geldwäscherei (The Laundromat)
- 2020: Pixie – Mit ihr ist nicht zu spaßen (Pixie)
- 2021: No Sudden Move
- 2022: Marlowe
- 2023: Shoshana
- 2025: Black Bag – Doppeltes Spiel (Black Bag)